# 集集大山
集集大山是臺灣南投縣境內的山，為台灣小百岳之一，以及粗坑溪與多條水里溪支流的發源地。主峰海拔1,390公尺，位於中寮與集集的交界處，也是這兩個鄉鎮的最高峰。山頂設有二等三角點，以及一座電視轉播站，有道路可直接抵達。山脊往北連接烏土窟山、東坪崙山、鄉親寮山與九份二山，往南沿集集鎮與水里鄉交界連接集集大山南峰，在地質上屬於集集大山向斜。

## 地理環境

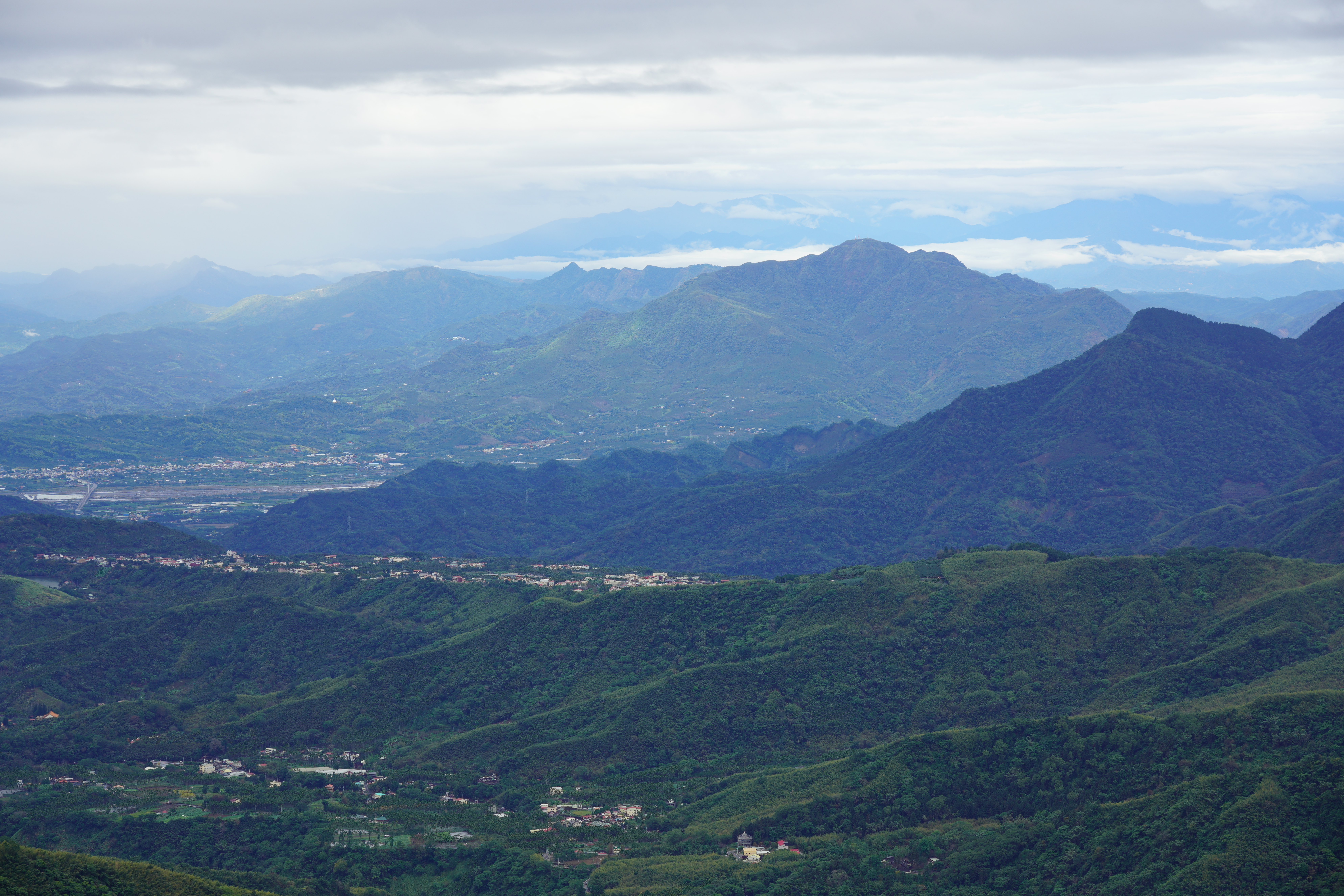
從民眾坪山附近朝北北東方向所見的集集大山，後方的尖峰為九份二山。

集集大山屬於加里山山脈（或有併入雪山山脈）集集稜脈，是加里山山脈（或併入雪山山脈）最南端的山之一，海拔1,390公尺，:235,243-244名列台灣小百岳第50，可由集集市區直接眺望。於投54線自富山國小旁大坪巷進入，經富山產業道路可抵達山頂，全段路線皆鋪設水泥，可行駛車輛，同時也被規劃為挑戰型自行車道。
山頂座落於南投縣中寮鄉福盛村與集集鎮富山里交界，設有二等三角點基石，編號1135。山頂同時為集集大山電視轉播站，由南投縣政府於1980年興建，其內紅白相間的發射塔高43公尺，為集集大山標的物。電視轉播站設有停車場與眺望台，視野遼闊，可遠眺日月潭、濁水溪沿岸的水里、集集市區，乃至濁水溪對岸的鹿谷、水里溪對岸的水社大山，以及玉山山脈和中央山脈，天氣佳時還可見到濁水溪出海口與秀姑巒山。

## 外部連結
- 集集鎮公所全球資訊網 集集大山
- 日月潭國家風景區集集水里線導覽 集集大山